# حی السفارات
حی السفارات (به عربی: حی السفارات) یک منطقهٔ مسکونی در عربستان سعودی است که در ریاض واقع شده‌است.